# Јосемитска долина
Јосемитска долин (енгл. Yosemite Valley) је глацијална долина у Националном парку Јосемити у западним планинама Сијера Неваде у централној Калифорнији. Долина је дуга око 7,5 mi (12,1 km) и дубока 3.500 ft (1.100 m), окружена је високим гранитним врховима као што су Халф Доме и Ел Капетан, и густо пошумљена боровима. Долину дренира река Мерсед, а у њу се улива мноштво потока и водопада, укључујући Тенају, Илилет, Јосемите и Брајдалвел Крикс. Јосемитски водопад је највиши водопад у Северној Америци и велика је атракција посебно у пролеће, када је проток воде на свом врхунцу. Долина је позната по свом природном окружењу и сматра се средишњим делом Националног парка Јосемити.

## Опис
Долина Јосемита налази се на западној падини планине Сијера Невада, 240 km (150 mi) источно од Сан Франциска. Протеже се на 12 km (7,5 mi) у отприлике правцу исток-запад, са просечном ширином од око 1,6 km (0,99 mi).
Долина Јосемита представља само један проценат површине парка, али ту долази и остаје већина посетилаца. Више од шест потока пада са врху гранитних литица које се могу уздићи од 3.000 до 3.500 стопа (914–1067 м) изнад дна долине, што је само 4.000 стопа (1219 м) изнад нивоа мора. Ови потоци се спајају у реку Мерсед, која тече са западног краја долине, низ остатак њеног кањона до долине Сан Хоакин. На равном делу долине Јосемите налазе се и шуме и велике отворене ливаде са којих се пружа поглед на околне врхове и водопаде.
Први поглед на долину Јосемита који многи посетиоци имају је поглед на тунел. Толико је слика направљено са видиковца у близини да је Служба националног парка ту тачку назвала Артист Поинт. Поглед са доњег (западног) краја долине садржи велики гранитни монолит Ел Капетан са леве стране и стене Катедрале са десне стране са водопадом Брајдалвејл. Непосредно иза овог места, долина се нагло шири са Катедралним торњевима, затим шиљастим обелиском Сентинел Рок на југу. Преко долине на северној страни налазе се Три брата, који се уздижу један изнад другог попут забата изграђених под истим углом – највиши врх је Орао, а два испод позната као Средња и Доња браћа
До ове тачке долина је благо кривудала улево (на север). Сада почиње велика кривина назад удесно, са водопадима Јосемите на северу, праћеним Краљевским луковима, на чијем врху је Северна купола. Насупрот, на југу, налази се Гласиер Поинт, 3200 стопа (975 м) изнад дна долине. У овом тренутку долина се дели на два дела, један део је нагнут на североисток, а други закривљен од југа ка југоистоку. Између њих, на источном крају долине, налази се Халф Дом, међу најистакнутијим природним карактеристикама у Сијера Невади. Изнад и североисточно од Халф Дома налази се Клаудс Рест; на 9926 стопа (3025 м), највишој тачки око долине Јосемите.

## Екологија
Биолошка заједница на дну долине Јосемите је разнолика, са више од 400 врста трава и дивљег цвећа и хиљадама врста инсеката који су тамо идентификовани. На најопштијем нивоу, долина се може класификовати као сува жути бор шума са низом великих отворених ливада. Биљне и животињске врсте које чине значајан део ове природне заједнице су:
- Дрвеће – бор пондероса, бор лођпол, шећерни бор, бела јела, тамјан-кедар, калифорнијски црни храст, унутрашњост живи храст, обала дуглазије, калифорнијски ловор, велики јавор, Скулерова врба, пацифички дрен, бела јоха, западна балзам топола[1]
- Жбуње – белолист манзанита, планинска беда, западна азалеа, амерички дрен, корнус, сиера[1]
- Дивље цвеће – лобелија, биљка сапуна, калифорнијски мак, рударска салата, љубичасте кинеске куће, љубичаста млечница, пацифичка звезда, западна љутика, Жута камилица[1]
- Сисари – Калифорнијска текуница, западна сива веверица, чикари, јелен мазга, амерички црни медвед, риђи рис, којот[1]
- Птице – тамнооки јунцо, планински птић, црноглави кљун, белоглави детлић, Стелерова сојка, амерички дипер, обични гавран[1]
- Гмизавци – Гилбертов скинк, северни алигатор, звечарке[1]
- Водоземци – безплућни даждевњак[1]